# Малий Кінь

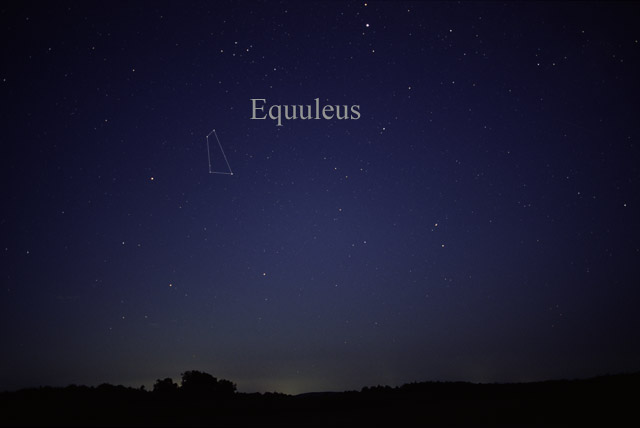
Малий Кінь неозброєним оком

Мали́й Кінь (лат. Equuleus)— екваторіальне сузір'я північної півкулі неба. Одне з найменших сузір'їв зоряного неба. Містить усього 14 зірок видимих неозброєним оком. Одне із 48 сузір'їв включених до каталогу Альмагест, укладеного Клавдієм Птолемеєм у II столітті.

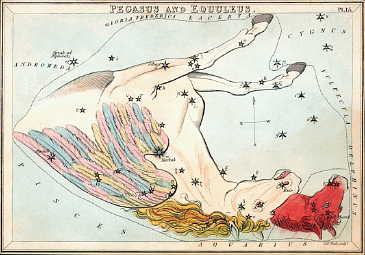
Сузір'я Пегас та Малий Кінь із «Дзеркала Уранії», набору тематичних карток опублікованого у Лондоні, бл. 1825

## Зорі
Найяскравіша зоря — α Малого Коня (Кітальфія), має значення видимої зоряної величини 3,92. Також у сузір'ї міститься декілька змінних (γ і R Малого Коня) і подвійних зір (γ, δ, ε).
У сузір'ї Малого Коня є дуже цікава потрійна зоря ε. На відстані близько 11" від головної зірки 5m знаходиться супутник 7m. Яскравіший компонент, у свою чергу, теж подвійна, дуже мала зірка, розділювана лише у великі телескопи. Орбіта цієї зірки дуже випростана (ексцентриситет 0,70), і рух навколо загального центру мас відбувається з періодом у 101 день.